# Leandro Remondini
Leandro Remondini (Verona, 17 novembre 1917 – Milano, 9 gennaio 1979) è stato un allenatore di calcio e calciatore italiano, di ruolo difensore.

## Carriera

### Giocatore

#### Club
Nasce da Luigi Remondini e Romana Battaccini. Ritenuto uno dei migliori difensori della sua generazione, inizia la carriera in Serie B nel 1935-1936 con la squadra della sua città, il Verona. Nel 1937-1938 passa al Milan, con cui esordisce in Serie A nella vittoria del 12 settembre 1937 contro il Liguria per 2-1. Prende moglie milanese (Lodovica Villa, sposata nella chiesa di Santa Francesca Romana mercoledì 12 giugno 1940, dalla quale ha il figlio Enrico), e rimane nella squadra lombarda per cinque campionati. Nell'ultimo campionato che precede il conflitto mondiale il Milan lo cede al Modena, dove disputa l'ultimo campionato prima della guerra.
Nel periodo bellico passa al Varese, quindi al Casale per tornare al Modena in Serie A nella stagione 1946-1947: qui fu protagonista in quella rosa che si piazzò al terzo posto nel campionato di Serie A, miglior piazzamento della squadra nel ventesimo secolo; la difesa, in cui lui giocava, fu la meno battuta del torneo, stabilendo il record per i tornei di Serie A a venti squadre. Si trasferisce quindi nella capitale nel 1947-1948, vestendo la maglia della Lazio. Nel 1948 compare, insieme ad altri calciatori, nel film 11 uomini e un pallone, diretto da Giorgio Simonelli. Con i biancocelesti, a 30 anni ormai compiuti, segna 19 reti in 96 gare e ottenendo un posto tra i 22 convocati per i Mondiali del 1950.
Dopo i Mondiali passa al Napoli, allora neopromossa in Serie A: vi debutta a Napoli il 10 settembre 1950, nella vittoria casalinga contro la Fiorentina per 3-2, gara in cui segna anche, su rigore, quello che si rivela a fine partita il gol della vittoria. Si ripete la settimana dopo a Bergamo, dove realizza la rete che dona alla squadra il pareggio finale per 2-2 contro l'Atalanta; a fine campionato i partenopei si piazzano al sesto posto. L'anno seguente milita nella Lucchese.

#### Nazionale
Fu il più anziano azzurro selezionato per i Mondiali del 1950.
In Brasile, il 2 luglio 1950, gioca la sua unica gara con la maglia della Nazionale nella vittoria per 2-0 contro il Paraguay ininfluente ai fini della competizione.
È stato per oltre quarant'anni il più anziano debuttante in Nazionale, poi superato negli anni novanta da Mauro Tassotti e negli anni duemila da Max Tonetto.
Conta anche tre presenze con un gol realizzato in Nazionale B. Della Nazionale militare è stato anche allenatore.

### Allenatore
Cessata l'attività agonistica, intraprende quella di allenatore inizialmente in Turchia dove guida nel 1957 il Beşiktaş e per un biennio la Nazionale turca 
e poi il Galatasaray..
Prosegue quindi la carriera in Italia, guidando a lungo compagini di Serie B e Serie C: tra queste il Livorno, con cui prima sfiorò la promozione arrivando a 5 punti dall'ultimo posto valido, poi a un campionato di centroclassifica e il Modena, per due differenti periodi, l'ultimo dei quali difficile, quindi il Perugia, dove successivamente come osservatore scopre Paolo Dal Fiume e Salvatore Bagni. L'unica esperienza in Serie A la vive col Palermo nella stagione 1961-1962, venendo esonerato a stagione in corso e sostituito dall'argentino Oscar Montez.
È l'allenatore con più panchine della storia del Modena con 177 partite alla guida dei gialloblù.
È morto nel 1979 nella sua abitazione a Milano all'età di 61 anni a seguito di un infarto. È stato sepolto al cimitero di Lambrate, ove in seguito i suoi resti sono stati tumulati in una celletta.

## Statistiche

### Cronologia presenze e reti in nazionale
| Cronologia completa delle presenze e delle reti in nazionale ― Italia | Cronologia completa delle presenze e delle reti in nazionale ― Italia | Cronologia completa delle presenze e delle reti in nazionale ― Italia | Cronologia completa delle presenze e delle reti in nazionale ― Italia | Cronologia completa delle presenze e delle reti in nazionale ― Italia | Cronologia completa delle presenze e delle reti in nazionale ― Italia | Cronologia completa delle presenze e delle reti in nazionale ― Italia | Cronologia completa delle presenze e delle reti in nazionale ― Italia |
| Data                                                                  | Città                                                                 | In casa                                                               | Risultato                                                             | Ospiti                                                                | Competizione                                                          | Reti                                                                  | Note                                                                  |
| --------------------------------------------------------------------- | --------------------------------------------------------------------- | --------------------------------------------------------------------- | --------------------------------------------------------------------- | --------------------------------------------------------------------- | --------------------------------------------------------------------- | --------------------------------------------------------------------- | --------------------------------------------------------------------- |
| 2-7-1950                                                              | San Paolo                                                             | Paraguay                                                              | 0 – 2                                                                 | Italia                                                                | Mondiali 1950 - 1º turno                                              | -                                                                     |                                                                       |
| Totale                                                                |                                                                       | Presenze                                                              | 1                                                                     |                                                                       | Reti                                                                  | 0                                                                     |                                                                       |

## Palmarès

### Giocatore

#### Club
- Campionato italiano di Serie B: 1

Modena: 1942-1943